# Diều mướp đầm lầy
Circus approximans là một loài chim trong họ Accipitridae.

## Hình ảnh

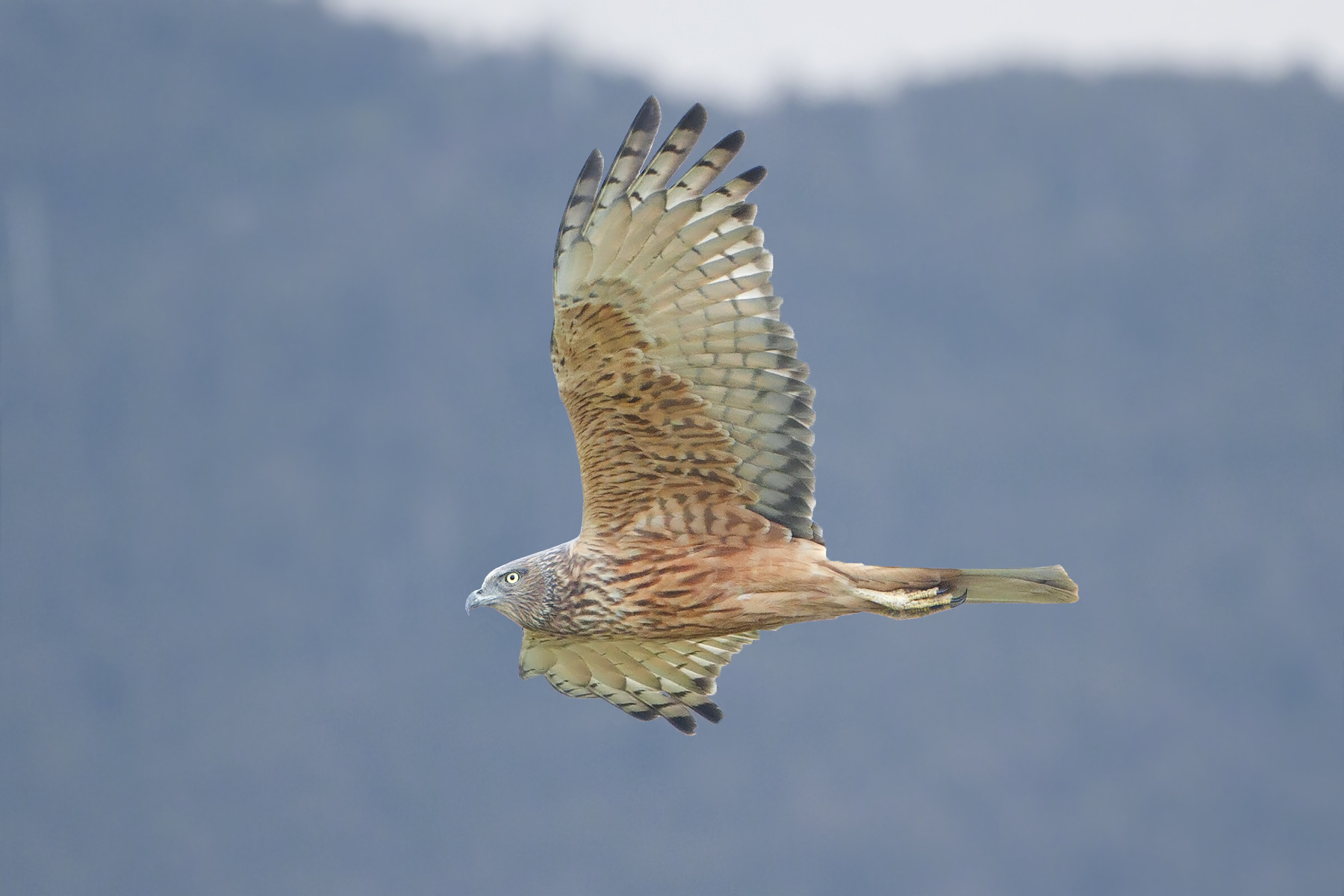
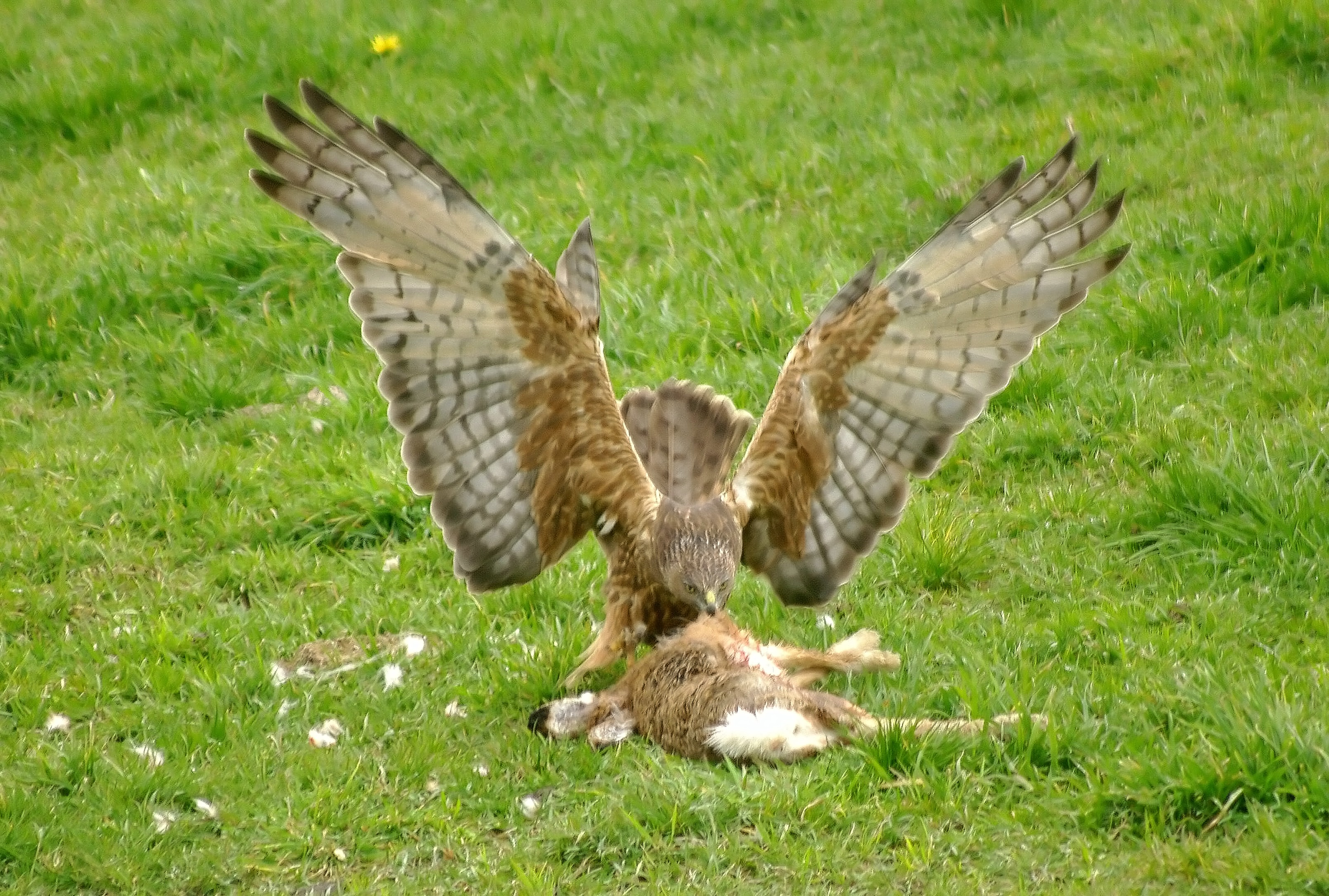
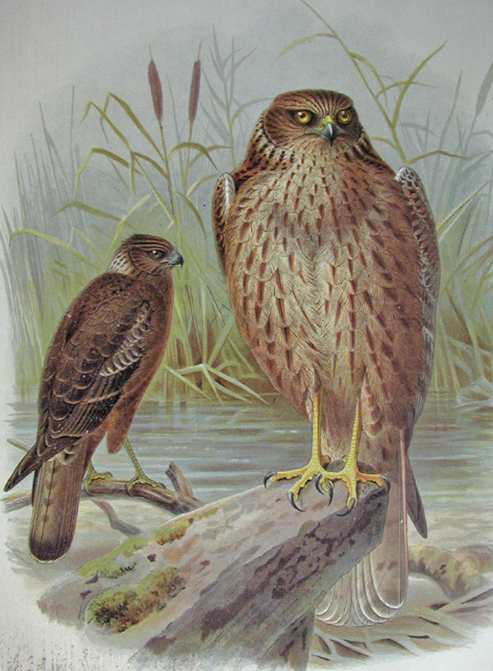
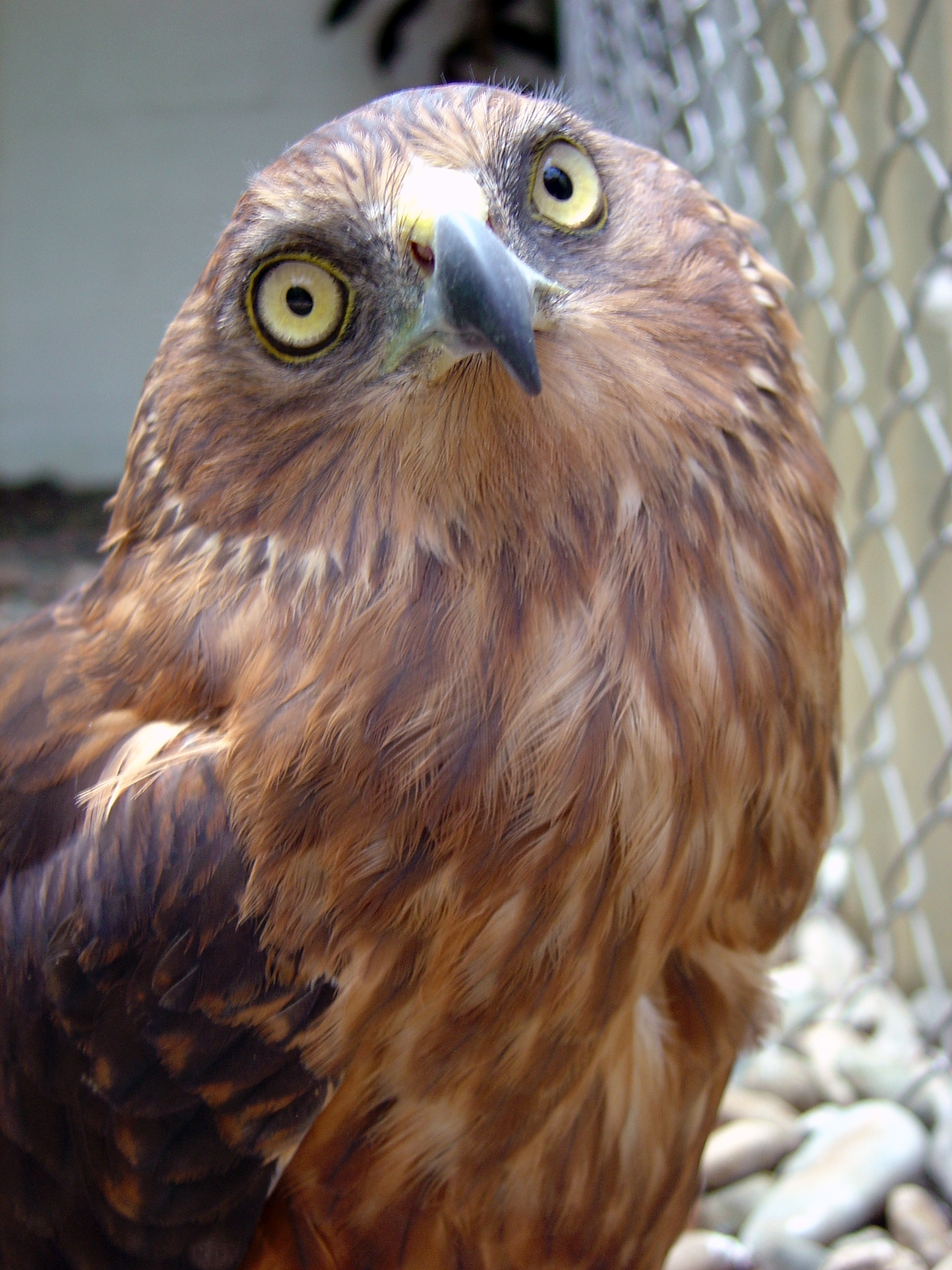
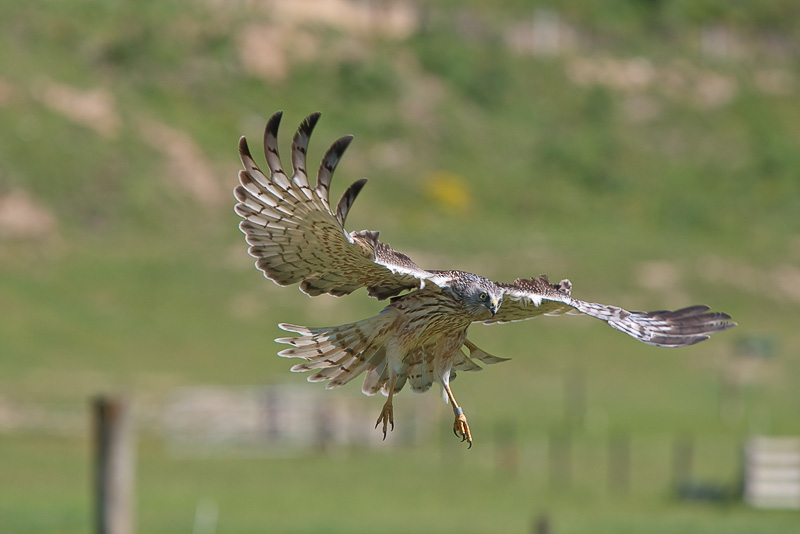
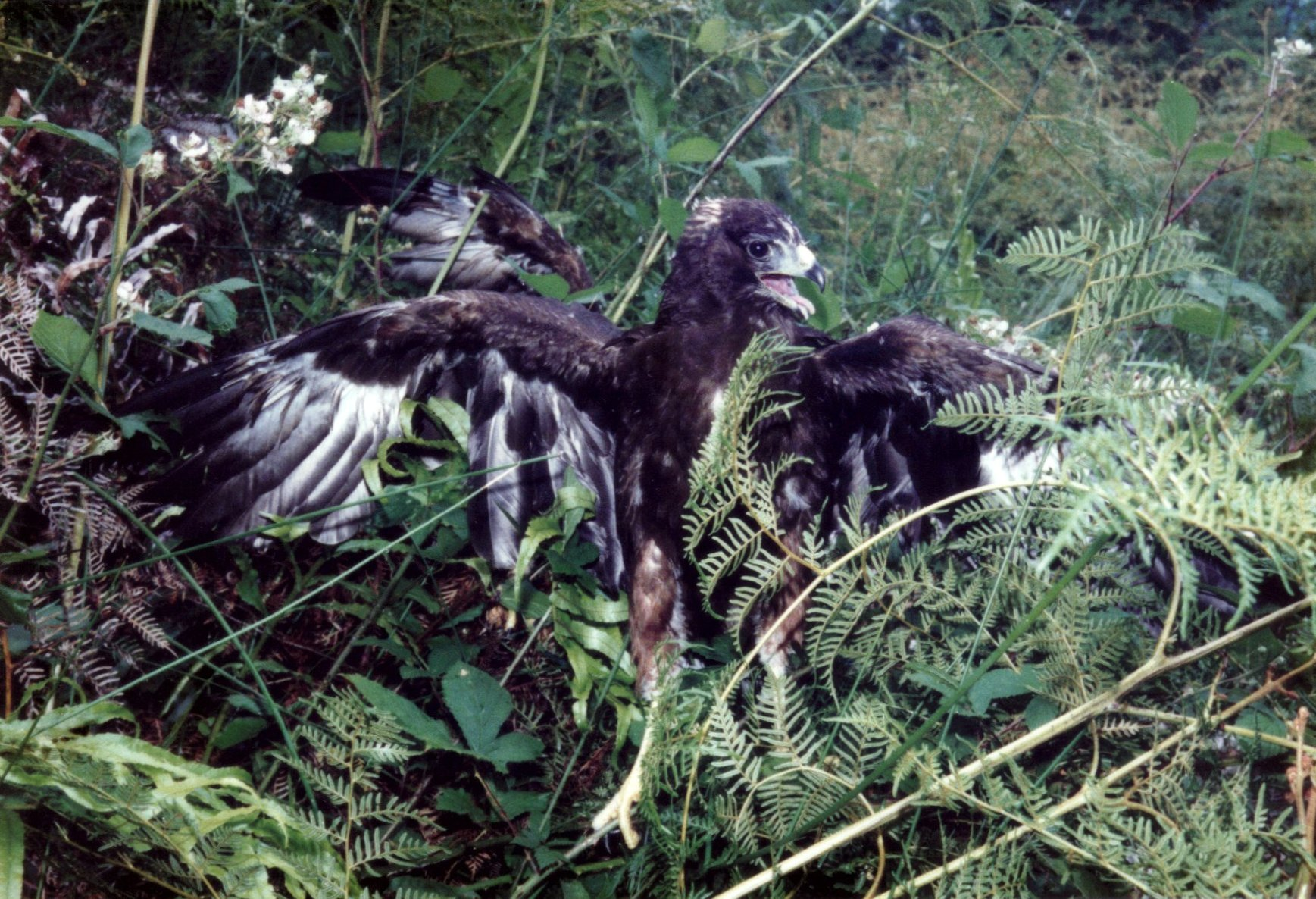

## Mô tả
Diều mướp đầm lầy chủ yếu có màu nâu tối, trở nên nhạt hơn với khi chúng lớn tuổi hơn, và đít trắng nổi bật. Chúng săn bằng cách bay chậm, thấp đến mặt đất, cánh lướt lên. Chiều dài cơ thể là 50–58 cm, và sải cánh dài 120–145 cm. Trọng ghi nhận của chim trưởng thành khoảng 580-1.100 g, và chim mái lớn hơn chim trống đáng kể.